# Guerny
Guerny ist eine französische Gemeinde mit 155 Einwohnern (Stand: 1. Januar 2022) im Département Eure in der Region Normandie (vor 2016 Haute-Normandie). Sie gehört zum Arrondissement Les Andelys und zum Kanton Gisors.
Die Einwohner werden Guernysiens genannt.

## Geographie
Guerny liegt etwa 75 Kilometer ostsüdöstlich von Rouen am Epte.

### Nachbargemeinden
Umgeben ist Guerny von den Nachbargemeinden Noyers im Norden, Dangu im Norden und Nordosten, Boury-en-Vexin im Nordosten, Saint-Clair-sur-Epte im Süden und Osten, Château-sur-Epte im Süden und Südwesten sowie Authevernes im Westen und Südwesten.

## Bevölkerungsentwicklung
| Jahr                      | 1962 | 1968 | 1975 | 1982 | 1990 | 1999 | 2006 | 2013 |
| Einwohner                 | 127  | 121  | 96   | 171  | 127  | 185  | 174  | 168  |
| Quelle: Cassini und INSEE |      |      |      |      |      |      |      |      |

## Sehenswürdigkeiten
- Kirche Notre-Dame aus dem 15. Jahrhundert, Monument historique seit 1927

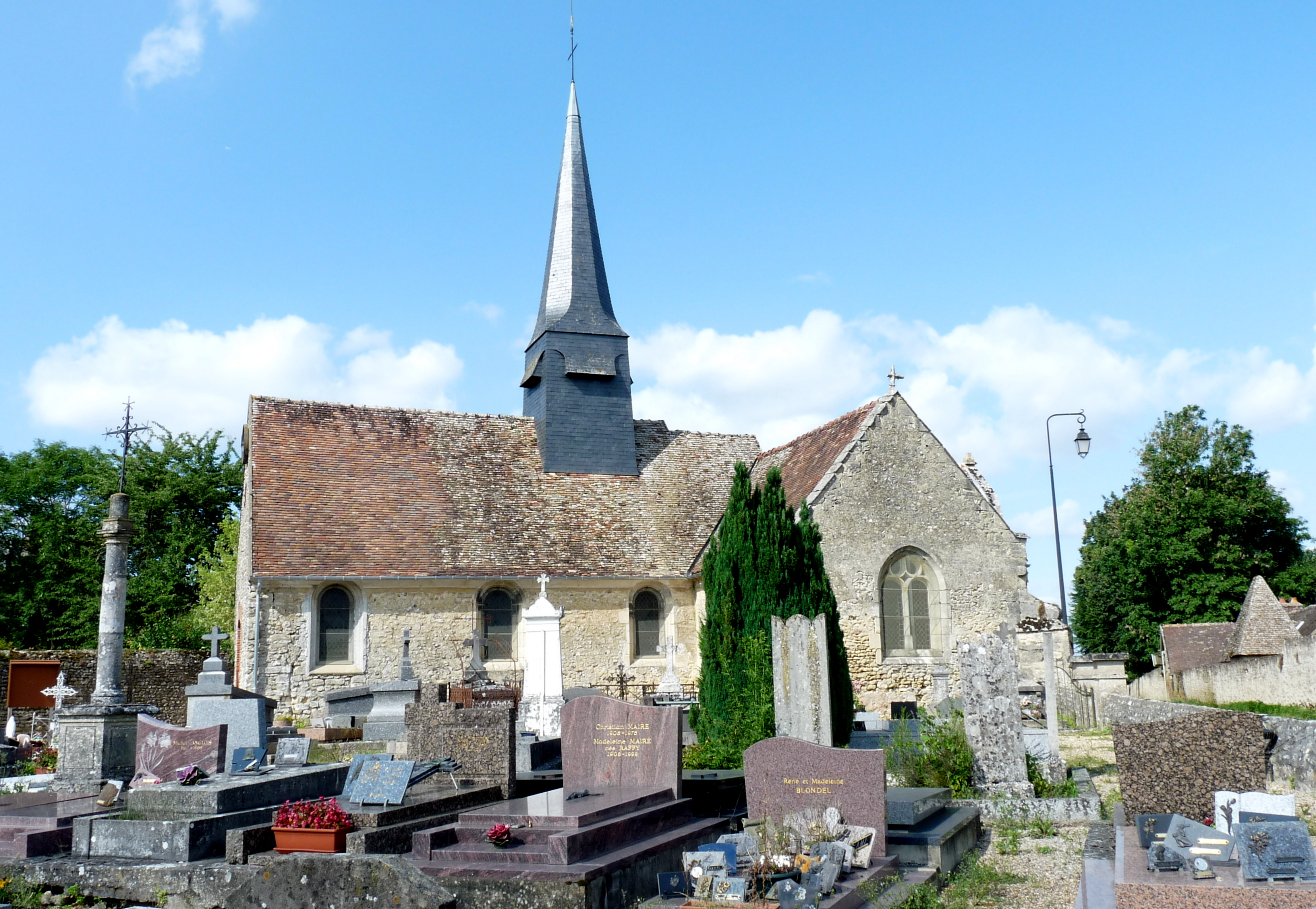
Kirche Notre-Dame